# Kulturzentrum Martinskirche (Hoya)

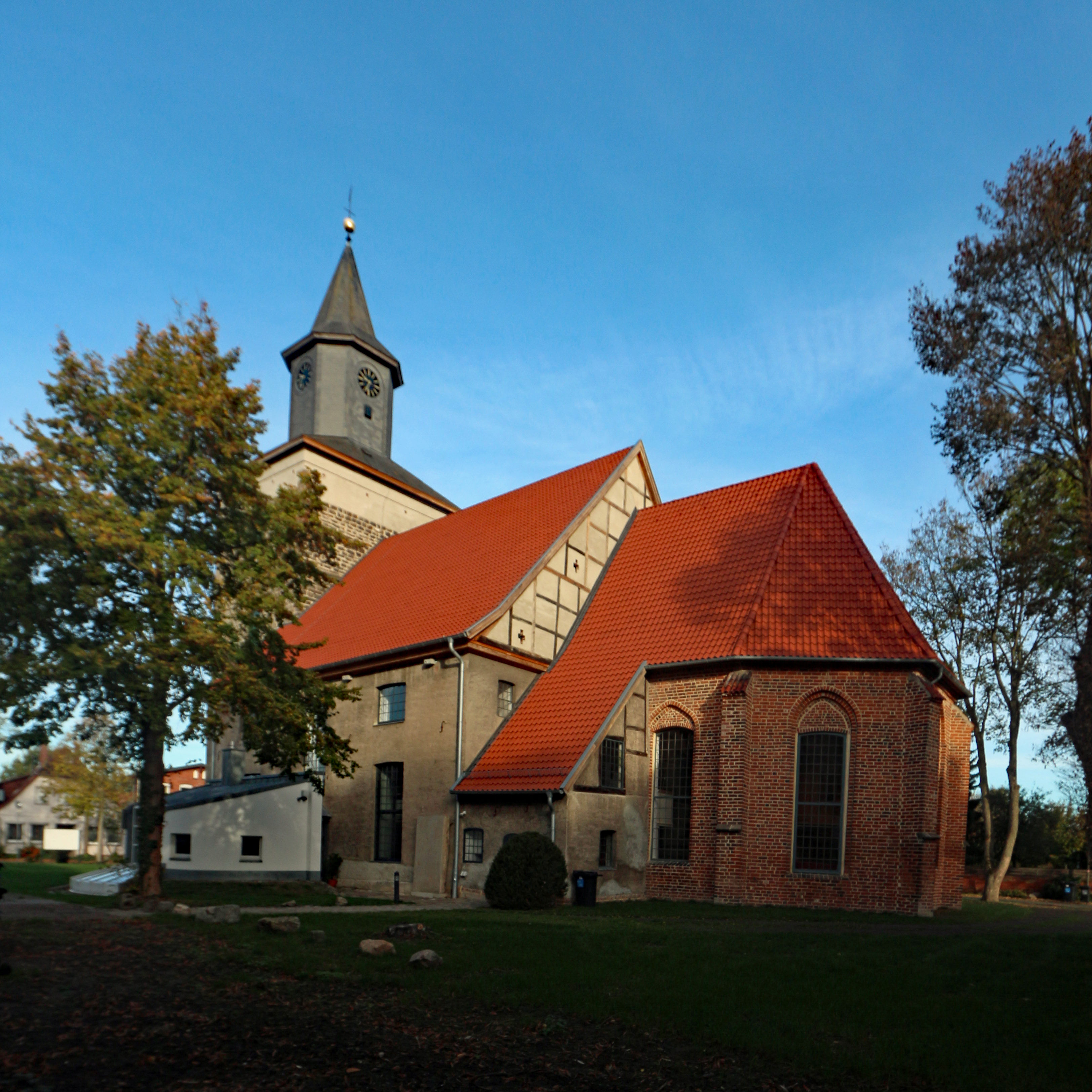
Martinskirche

Die profanierte Martinskirche steht in Hoya, Kirchstraße 29, Landkreis Nienburg/Weser. Nach Aufgabe der Martinskirche durch die Evangelisch-lutherische Landeskirche Hannovers 1967 dient der Sakralbau nach Sanierungen seit 1995 als Kulturzentrum Martinskirche.
Das Gebäude steht unter Denkmalschutz (siehe auch Liste der Baudenkmale in Hoya).

## Geschichte

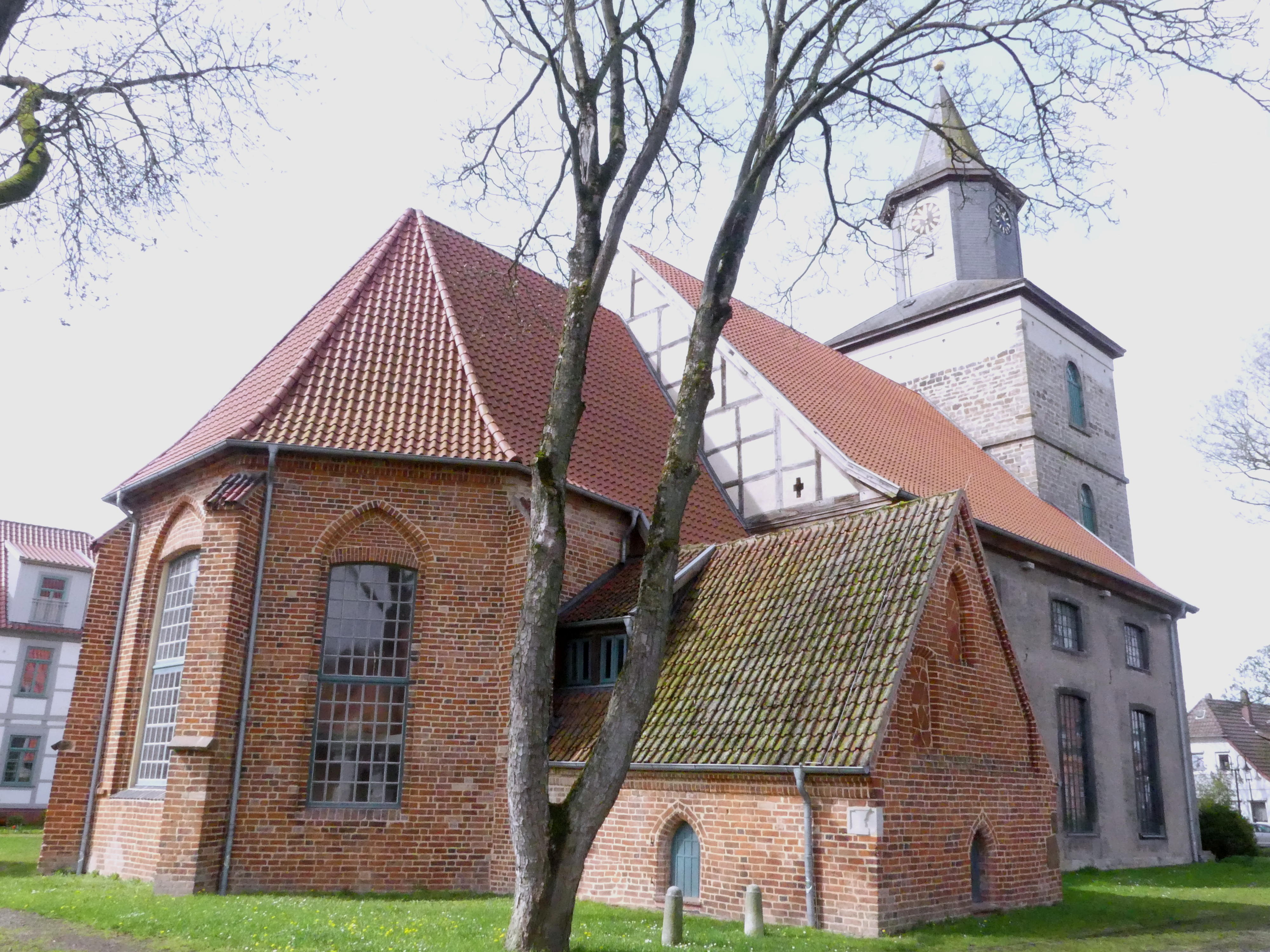
Backsteingotik: Chor und Sakristei

Die gotische Kirche stammt aus dem Spätmittelalter. Sie wurde 1750/52 im barocken 
Stil umgebaut. Eine Inschrift erinnert an Graf Gerhard von Hoya „Greve Gerde was milde un rike...“ Sie diente in der Frühzeit den Grafen von Hoya als Grablege. Die Kirche wird heute selten für Gottesdienste genutzt. Außerdem finden dort noch Eheschließungen statt.
Die Saalkirche besteht aus 
- dem kurzen, verputzten Langhaus,
- dem gotischen, dreiseitig abgeschlossenen, gotischen Chor aus Backsteinen, dessen Wände von Strebepfeilern gestützt werden, und an dem nach Süden die Sakristei angebaut wurde,
- und dem westlichen Glockenturm von 1828 mit schiefergedeckten Helm, der Turmuhr

Der Innenraum des Langhauses und des Chors sind von hölzernen Tonnengewölben überspannt. Den Kanzelaltar schuf 1754/55 Johann Friedrich Ziesenis. An den Brüstungen der Emporen sind die Apostel dargestellt.
Bemerkenswert sind einige Grabplatten aus gotischer Zeit.

## Kulturzentrum
Das Kulturzentrum Martinskirche Hoya ist seit 1995 das kulturelle Zentrum von Hoya/Weser. Regelmäßig finden hier Konzerte, Lesungen, Ausstellungen, Vorträge Empfänge und Ehrungen statt.
Das Zentrum kann von allen gesellschaftlichen Kreisen, Vereinen und Institutionen gemietet werden für kulturelle, vereinspolitische und kirchliche Veranstaltungen. Auch standesamtliche Eheschließungen sind hier möglich.